# ريك نيلسون
ريك نيلسون (بالإنجليزية: Rick Nelson)‏ هو سياسي أمريكي، ولد في 11 يونيو 1954 في الولايات المتحدة. حزبياً، نشط في الحزب الديمقراطي.

## وصلات خارجية
- الموقع الرسمي